# Marianne Muellerleile
Marianne Muellerleile (* 26. November 1948 in St. Louis, Missouri) ist eine amerikanische Schauspielerin.
Marianne Muellerleile ist die Tochter von Margaret Keany und Cecil E. Muellerleile, einem Ölfirmen-Vorstand. Bekannt wurde Muellerleile vor allem aus US-Serien wie Nip/Tuck – Schönheit hat ihren Preis und Will & Grace. Ihr Schaffen umfasst Auftritte in mehr als 220 Film- und Fernsehproduktionen.
Seit 7. Mai 1988 ist Muellerleile mit dem Air-Force-Offizier Joseph T. Norris, Jr. verheiratet.

## Filmografie (Auswahl)
- 1983: Auf die Bäume, ihr Affen (Going Berserk)
- 1984: Die Rache der Eierköpfe (Revenge of the Nerds)
- 1984: Terminator (The Terminator)
- 1988: Inferno auf Rampe 7 (Disaster at Silo 7)
- 1988: The Bite (Curse II: The Bite)
- 1991: Lieblingsfeinde – Eine Seifenoper (Soapdish)
- 1991: Das Leben stinkt (Life Stinks)
- 1992: Passion Fish
- 1994: Willkommen in Wellville (The Road to Wellville)
- 1995: Das Chamäleon (Chameleon)
- 1996: Einsame Entscheidung (Executive Decision)
- 1996: Versprochen ist versprochen (Jingle All the Way)
- 1997: Der Dummschwätzer (Liar Liar)
- 1998: Fahr zur Hölle Hollywood (An Alan Smithee Film: Burn Hollywood Burn)
- 2000: Memento
- 2001–2008: Passions / Harmony’s Passions (TV-Serie)
- 2001: Altar des Satans (Devil’s Prey)
- 2002–2004: Alles dreht sich um Bonnie (Life with Bonnie; TV-Serie)
- 2005: Thank You for Smoking
- 2006: Krass (Running with Scissors)
- 2007: Smokin’ Aces
- 2007: Norbit
- 2007: Welcome to Paradise
- 2008: The Hottie & the Nottie
- 2008: Sex Drive
- 2014: Professor Love (Some Kind of Beautiful)

Gastrollen in TV-Serien
- 1981: Magnum (2.04 – Kalter Krieg unter heißer Sonne)
- 1983: Das A-Team (The A-Team)
- 1983: Remington Steele
- 1984: Unter der Sonne Kaliforniens (Knots Landing)
- 1986: Das Model und der Schnüffler (Moonlighting)
- 1987: Falcon Crest
- 1988: Sledge Hammer!
- 1992: Picket Fences – Tatort Gartenzaun (Picket Fences)
- 1993: Melrose Place
- 1994: Die Nanny (The Nanny)
- 1994: Columbo: Zwei Leichen und Columbo in der Lederjacke (Undercover)
- 1996: Cybill
- 1996: Superman – Die Abenteuer von Lois & Clark (Lois & Clark: The New Adventures of Superman)
- 1997: Emergency Room – Die Notaufnahme (ER)
- 1998: Chicago Hope – Endstation Hoffnung (Chicago Hope)
- 2000: Party of Five
- 2000: Will & Grace
- 2000: Charmed – Zauberhafte Hexen (Charmed)
- 2006: Nip/Tuck – Schönheit hat ihren Preis
- 2006/07: Hotel Zack & Cody (The Suite Life of Zack and Cody)
- 2009: Navy CIS (6.21 – Schachmatt)
- 2010: How I Met Your Mother
- 2012: The Mentalist (4.19 – Der Zauberer)
- 2014: Anger Management
- 2017: Elementary (Falsche Straßenseite/Der Patriot)